# Leicester (Nueva York)
Leicester es un pueblo ubicado en el condado de Livingston en el estado estadounidense de Nueva York. En el año 2000 tenía una población de 2,287 habitantes y una densidad poblacional de 26 personas por km².

## Geografía
Leicester se encuentra ubicado en las coordenadas 42°46′17″N 75°53′45″O / 42.77139, -75.89583.

## Demografía
Según la Oficina del Censo en 2000 los ingresos medios por hogar en la localidad eran de $ 41,230 y los ingresos medios por familia eran $46,652. Los hombres tenían unos ingresos medios de $35,450 frente a los $26,420 para las mujeres. La renta per cápita para la localidad era de $17,655. Alrededor del 8.2% de la población estaban por debajo del umbral de pobreza.